# Філософський корабель

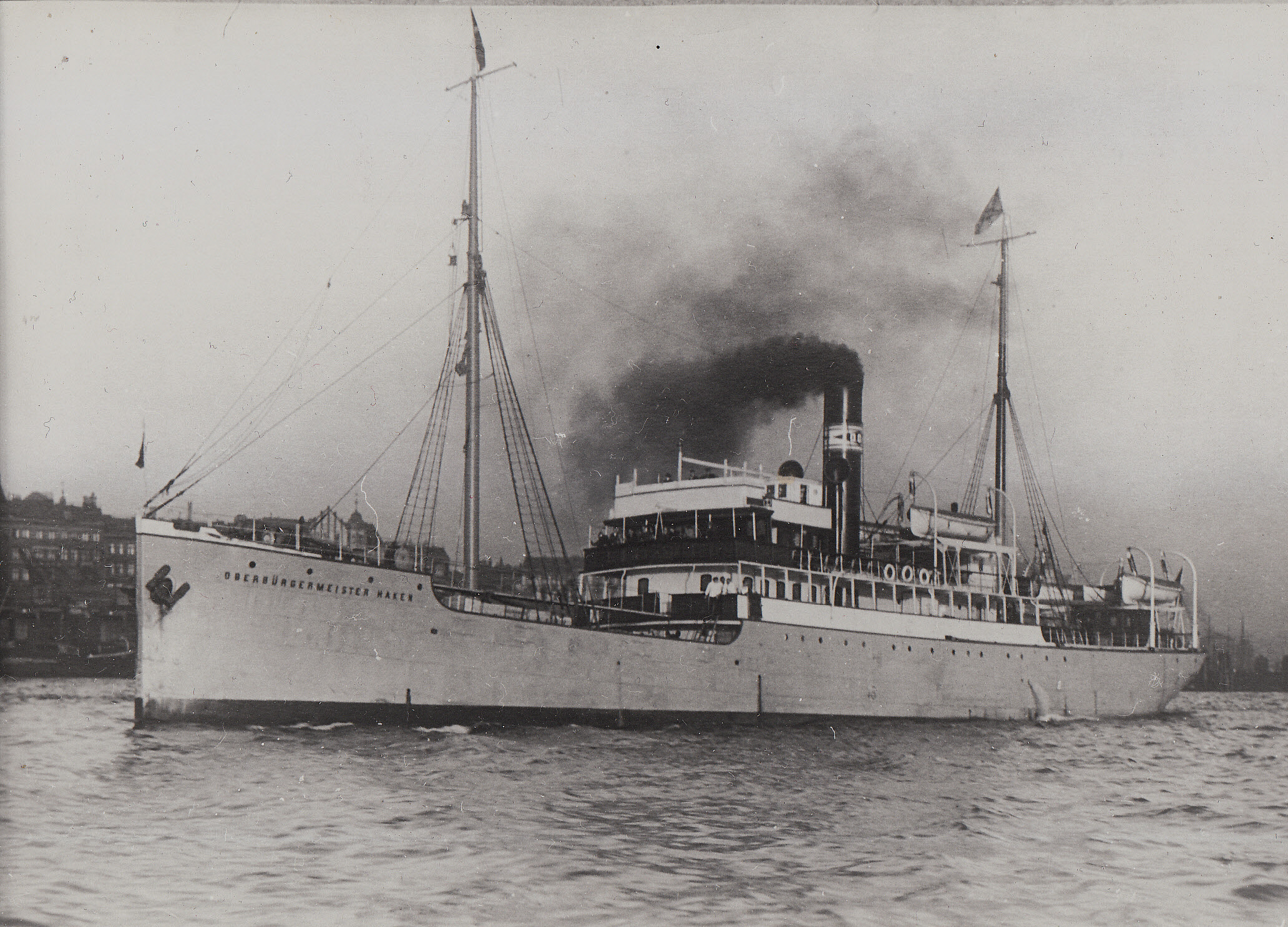
«Філософський корабель»

 Філосо́фський корабе́ль, філосо́фський паропла́в (рос. философский пароход) — умовна назва каральної кампанії за ініціативою В. Леніна зі вигнання відомих російських інтелектуалів, нелояльних до влади більшовиків, за кордон. Відбулася восени-взимку 1922 року.

## Проблема спротиву та дії більшовиків
Досить швидко після захоплення влади в країні у тимчасового уряду більшовики зіткнулися зі спротивом. Він мав різний характер — як військові дії (заворушення у Кронштадті, селянське повстання в Тамбовському краї), так і мирний саботаж. На військовий спротив більшовики відповіли військовими операціями по повному придушенню повсталих. Крім цього, були і ліквідаційні кампанії по розстрілу священиків та ченців православних монастирів, що не брали в руки зброї. У відповідь на військовий спротив Білої Гвардії більшовики розпочали Червоний терор та тактику масового винищення (відмова більшовиків від судів, масові розстріли полонених військових білогвардійців, учнів кадетських училищ, взагалі усіх підозрілих).
У травні 1922 року (по формальному закінченню громадянської війни) Ленін запропонував замінити деякі каральні операції висилкою ідеологічних супротивників з верстви інтелектуалів, професорсько-викладацького прошарку, журналістів, письменників, релігійних і політичних філософів. За рішенням ВЦВК були складені переліки осіб підозрілих та гідних заслання.
За висновком Троцького:
Ми цих людей вислали тому, що розстріляти їх не було приводу, а терпіти було неможливо
Оригінальний текст (рос.)
Мы этих людей выслали потому, что расстрелять их не было повода, а терпеть было невозможно
"Філософський корабель " — неточна і загальна назва для двох рейсів німецьких пассажирських пароплавів «Обербюрґермайстер Гакен» (29—30 вересня ) та «Пройссен» ( 16—17 листопада) 1922 року, силоміць вигнаних з Петрограду в Штеттін більш ніж 160 науковців, письменників, філософів, професорів вищих навчальних закладів країни.
Водночас проводилися й інші подібні каральні заходи — заслання на пароплавах з Української СРР (з одеського порту у Константинополь) та потягами з Москви у тоді «буржуазні» Латвію та Німецьку Державу.
Третього грудня 1922 р. до Берліна прибула також партія засланих з СРР Грузія (шістдесят осіб). Тобто висилки продовжувались і надалі.
Внесені до переліків на висилку особи примусово подавали заяву на депортацію з СРСР, мали зробити це своїм коштом, давали підписку про згоду на покарання розстрілом у випадках самовільного повернення з заслання. Було встановлено повну заборону на вивіз матеріальних речей, приватних бібліотек та коштовностей, рахуючи навіть власні хрестики. Кількість засланих значно збільшувалась за рахунок членів родини та старих батьків. Ніяких компенсацій за втрачене майно не було.
Серед висланих — з 225 осіб :
- Лікарі — 45,
- професори та викладачі — 41,
- економісти, агрономи, кооператори — 30,
- літератори — 22,
- юристи з університетською освітою і практикою — 16,
- інженери — 12,
- студентська молодь — 34
- представники заборонених більшовиками політичних партій, священики тощо.

## Перелік висланих на «філософському кораблі» (неповний)

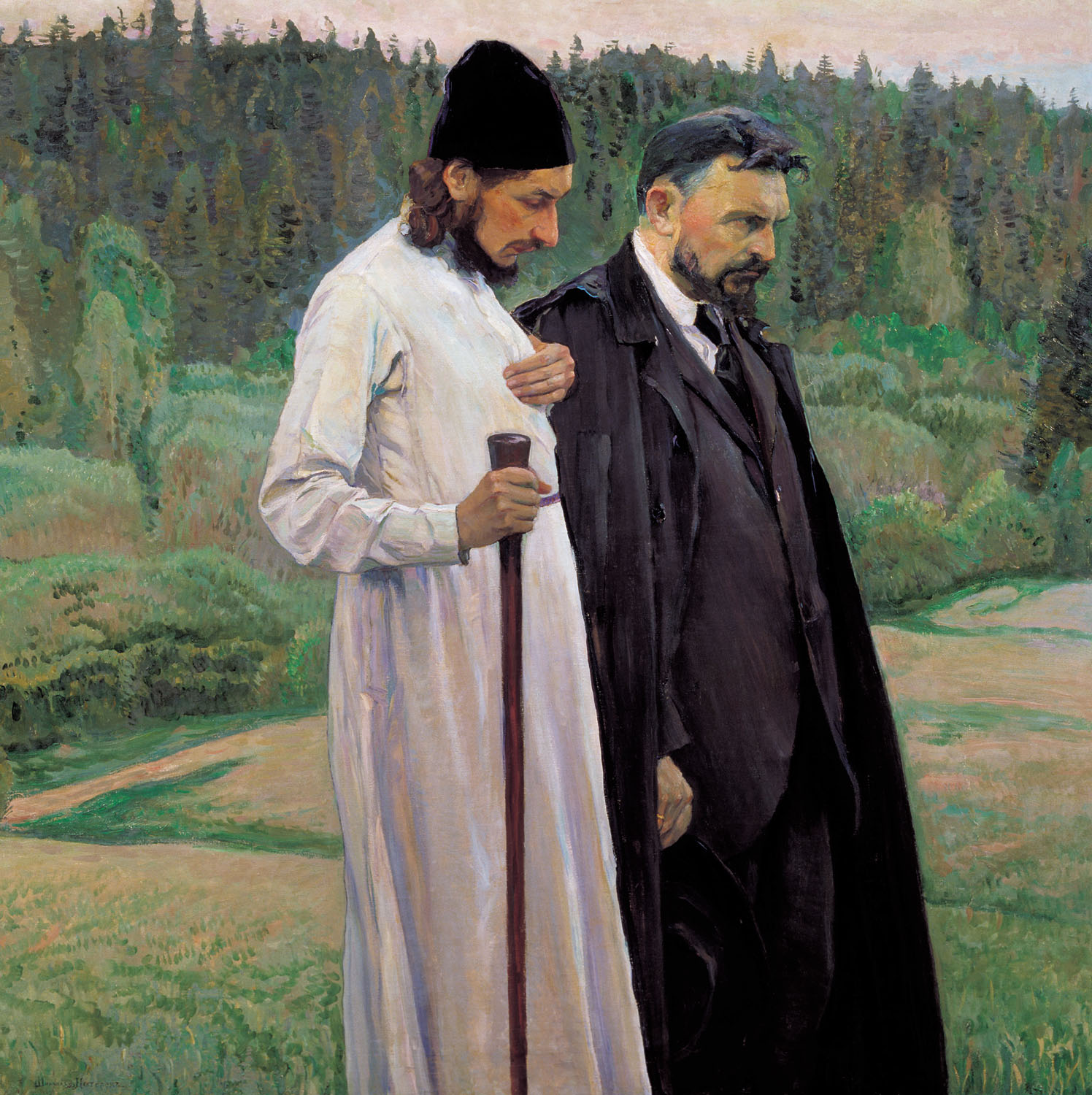
Висланий Сергій Булгаков (в чорному) та Павло Флоренський (в білому), насмерть закатований у концтаборі на Соловках.

Цензура в СРСР довгий час забороняла оприлюднювати повний перелік висланих за кордон за рішенням ВЦВК. Хоча цей перелік був добре відомим для дослідників і науковців країн Західної Європи. Добре знали цих людей і цей перелік і представники вимушеної російської еміграції.
Непорозуміння викликає точна кількість висланих. Називають від ста двадцяти (120) до ста шістдесяти (160) осіб професорів, науковців, істориків і філософів.
- Баккал Ілля Юрійович () — член партії есерів, працівник Центросоюза… вижив після заслання у 1922, арештований 1947 р. у Берліні НКВС, вивезений у СРСР в концтабір, де загинув
- Бердяєв Микола Олександрович (1874 — 1948) —російський релігійний і політичний філософ, представник екзистенціалізму
- Брилінг Микола Романович () — професор Московського вищого технічного училища, декан механічного відділення
- Булгаков Валентин Федорович (1886 — 1966) — музейний діяч, останній секретар письменника Льва Толстого, директор низки літературних музеїв, в тому числі в садибі письменника Ясній Поляні
- Булгаков Сергій Миколайович (1871 — 1944) — юрист, викладач в Імператорському московському технічному училищі, професор Київського політехнічного інституту
- Віппер Роберт Юрійович(1859 — 1954) — історик, доктор наук, викладач в університетах Одеси та в Москві
- Вишеславцев Борис Петрович (1877 — 1954) — адвокат, релігійний філософ, професор філософії права Московського університету
- Зворикін Володимир Васильович () — професор Московського вищого технічного училища, член партії кадектів
- Ільїн Іван Олександрович(1883 — 1954) — професор, філософ, письменник, прихильник Білої Гвардії, послідовний опонент більшовизму
- Карсавін Лев Платонович (1882 — 1952) — професор, викладач на Вищих жіночих (Бестужевських) курсах, доктор наук
- Кізеветтер Олександр Олександрович (1866() — 1933) — історик, політичний діяч партії кадетів (Конституційні Демократи), депутат 2-ї Державної Думи Російської імперії
- Котляревський Нестор Олександрович (1863 — 1925) — історик, викладач на Вищих жіночих (Бестужевських) курсах, перший директор Пушкінського Дому (з 1910 р., Інститут Російської літератури в Петербурзі).
- Лапшин Іван Іванович (1870 — 1952) — викладач на Вищих жіночих (Бестужевських) курсах, філософ
- Лоський Микола Онуфрійович(1870 — 1965) — Філософ, професор з 1916 року Санкт-Петербургського університету, позбавлений кафедри за часів більшовиків. Викладач в Чехії, США, Франції.
- Лутохін Д. () — економіст
- Мякотін Венедикт Олександрович (1867—1937) — історик, в тому числі по історії України, письменник, політик, викладач до висилки в російських навчальних закладах, після заслання — в Софійському університеті Болгарії.
- Муратов Павло Павлович (1881—1950) — мистецтвознавець, письменник, член Помголу
- Новіков Михайло Михайлович () — ректор Московського університету. Кадет.
- Осоргін Михайло Андрійович (1878—1942) — юрист, письменник, журналіст, працівник товариства Помочі голодуючим (Поміч Голодуючим — Помгол)
- Сорокін Питирим Олександрович (1889—1968) — юрист, член партії есерів, в засланні — засновник соціологічного факультету Гарвардського університету (США), голова факультету до 1942 р., президент Американського соціологічного товариства (з 1965 р.), громадянин США
- Степун Федір Августович (1884—1965) — політичний секретар Керенського в минулому, філософ
- Стратонов Всеволод Вікторович () — астрофізик, декан Московського університету (з 1921 р.)
- Трубецькой Сергій Євгенович () — князь, філософ, працівник Наркомату землеробства
- Угрімов Олександр Іванович () — професор Інституту інженерів шляхів сполучення, керівник Вільно-економічного товариства
- Франк Семен Людвігович (1877—1950) — викладач, філософ
- Цветков Микола Миколайович() —
- Шестов Лев Ісаакович (1866—1938) — філософ.
- Ясинський Всеволод Іванович () — професор Московського вищого технічного училища, член Помголу

Серед внесених у переліки до обов'язкової висилки знайшлися і ті, що не побажали виконати суворий наказ більшовицького уряду. Серед них -
- Флоренський Павло Олександрович(1882—1937) — священик, богослов, науковець, поет (арештований, розстріляний в концтаборі)
- Шпет Густав Густавович (1879—1937) — поліглот, знав 17 мов, философ, психолог, перекладач (арештований, розстріляний в концтаборі)
- Лосєв Олексій Федорович (1893—1988, вижив після радянських концтаборів, помер у 1988 р.)
- Аскольдов.

Усі вони арештовані і кинуті у радянські в'язниці. Пізніше про них сповістили — «десять років заслання без права листування». Це була шифрована звістка НКВС про розстріл у в'язниці.

## Галерея

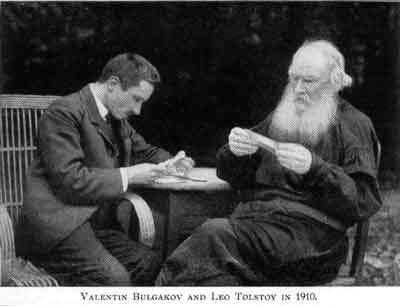
Висланий Булгаков Валентин і Лев Толстой
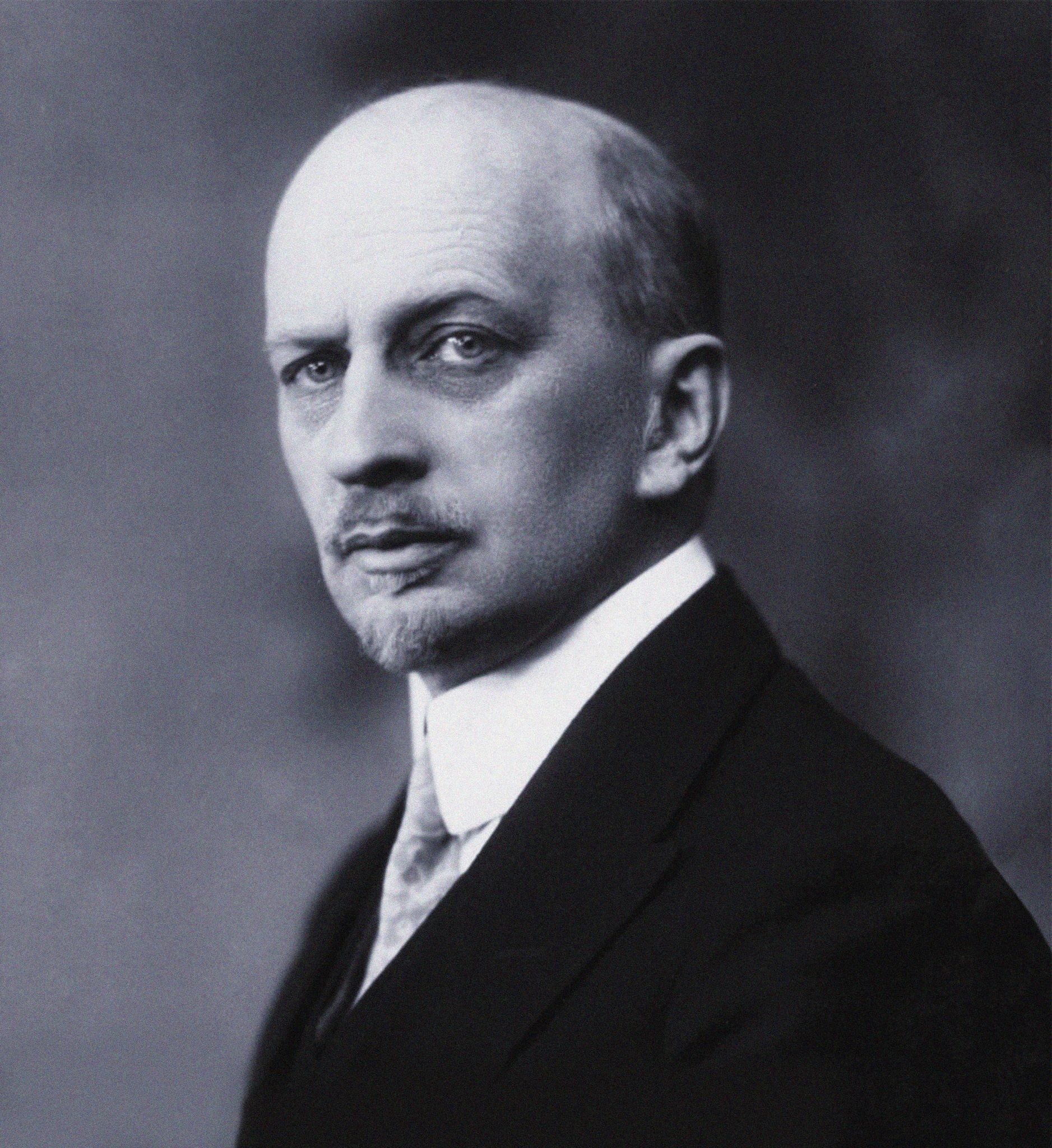
Висланий Ільїн Іван Олександрович
Висланий Котляревський Нестор Олександрович
- Висланий Лоський Микола Онуфрійович
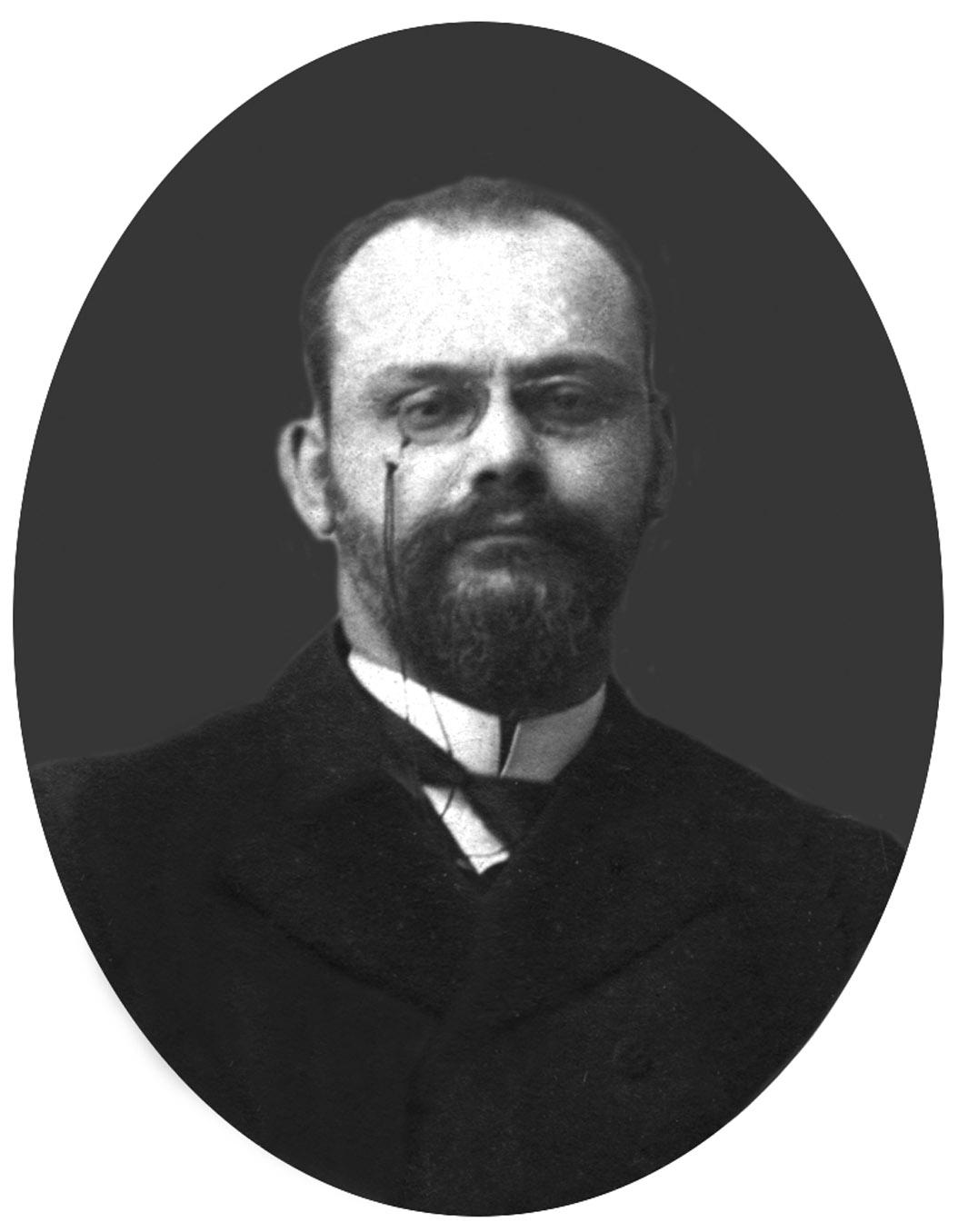
Висланий Сорокін Питирим Олександрович
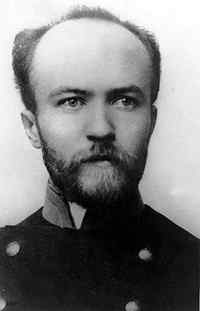
Висланий Лоський Микола Онуфрійович
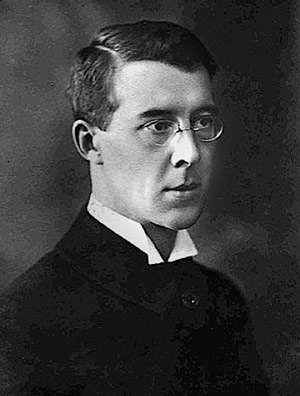
Висланий Сорокін Питирим Олександрович

## Увічнення пам'яті після розпаду СРСР
У 2003 році в місті Санкт-Петербург на набережні Лейтенанта Шмідта створений пам'ятний знак з приводу насильницького вигнання інтелектуалів с території СРСР. Напис на простому за формою паралелепіпеді з граніту такий (російською): 
| Ліві лапки | С этой набережной осенью 1922 года отправились в вынужденную эмиграцию выдающиеся деятели отечественной философии, культуры и науки / Памятный знак установлен попечением Санкт-Петербургского философского общества / 15.11.2003. | Праві лапки |

Російські емігранти за кордоном заснували кінофестиваль «Русское Зарубежье», символом якого став символічний бронзовий приз з зображенням силоміць засланих на пароплаві людей. Приз-скульптуру створила митець Галина Шиліна.
В пострадянської Росії дозволено розробляти тему мільйонної еміграції з країни та тему «Філософський корабель» в вищих художніх закладах (тема заслання часів СРСР і сталінських репресій у картинах Рижова Р. «Заслання. Перший вагон», Жилінського Д . «1937 рік» тощо).